# Loch Dubh (Thurso)
Loch Dubh (schottisch-gälisch: „Schwarzer See“) ist ein Süßwassersee in der schottischen Council Area Highland beziehungsweise in der traditionellen Grafschaft Caithness. Der See ist nicht zu verwechseln mit dem nahegelegenen Lochan Dubh nan Geodh.

## Beschreibung
Der See liegt auf einer Höhe von 168 Metern über dem Meeresspiegel in der äußerst dünn besiedelten Region Flow Country, das als größtes zusammenhängendes, intaktes Moorgebiet der nördlichen Hemisphäre gilt. Seine Ufer sind unbesiedelt, Tollemache Sinclair of Ulbster ließ am Ostufer jedoch 1895 das Landhaus Lochdhu Lodge errichten. In der direkten Umgebung finden sich nur Weiler und Einzelgehöfte. Die nächstgelegene größere Siedlung ist das 19 Kilometer nordöstlich gelegene Halkirk. Der Loch Dubh ist nicht durch Straßen erschlossen. Die nächstgelegene befestigte Straße ist die einspurige A897, die rund elf Kilometer östlich verläuft. Rund zwei Kilometer nördlich befindet sich jedoch der Haltepunkt Altnabreac an der Far North Line.
Der längliche Loch Dubh weist eine maximale Länge von 0,46 Kilometern bei einer maximalen Breite von 0,21 Kilometern auf, woraus sich eine Fläche von sieben Hektar und ein Umfang von einem Kilometer ergeben. Die mittlere Tiefe des Loch Dubh beträgt 4,4 Meter, woraus ein Volumen von 325.028 Kubikmetern resultiert. Sein Einzugsgebiet umfasst 58 Hektar und besteht zu etwa 72 % aus Nadelwald und zu 26 % aus Moorland. Das Einzugsgebiet erstreckt sich im Wesentlichen nach Südwesten. Der See verfügt über keine benannten Zuflüsse. Der vom Nordufer abfließende Allt Loch Dhuibh mündet in das Sleach Water, das über den Loch More und den Thurso in den Atlantik abfließt.